# Trichomycterus yuska
Trichomycterus yuska es una especie de peces de la familia Trichomycteridae en el orden de los Siluriformes.

## Morfología
• Los machos pueden llegar alcanzar los 9,7 cm de longitud total.

## Distribución geográfica
Es un endemismo de Argentina.